# Krzysztof Teodor Toeplitz

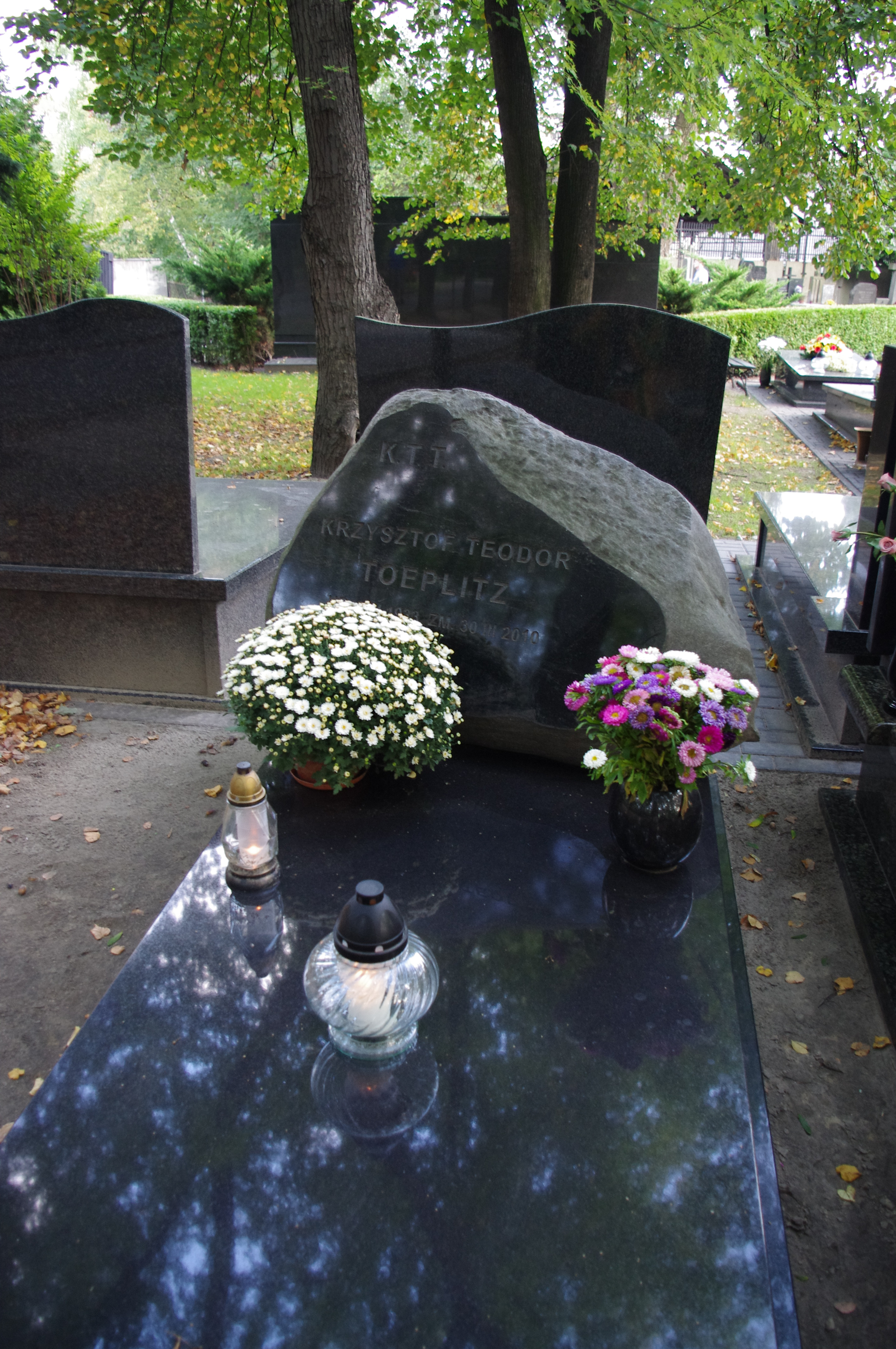
Mormântul lui Toeplitz din Cimitirul Militar Powązki (2012)

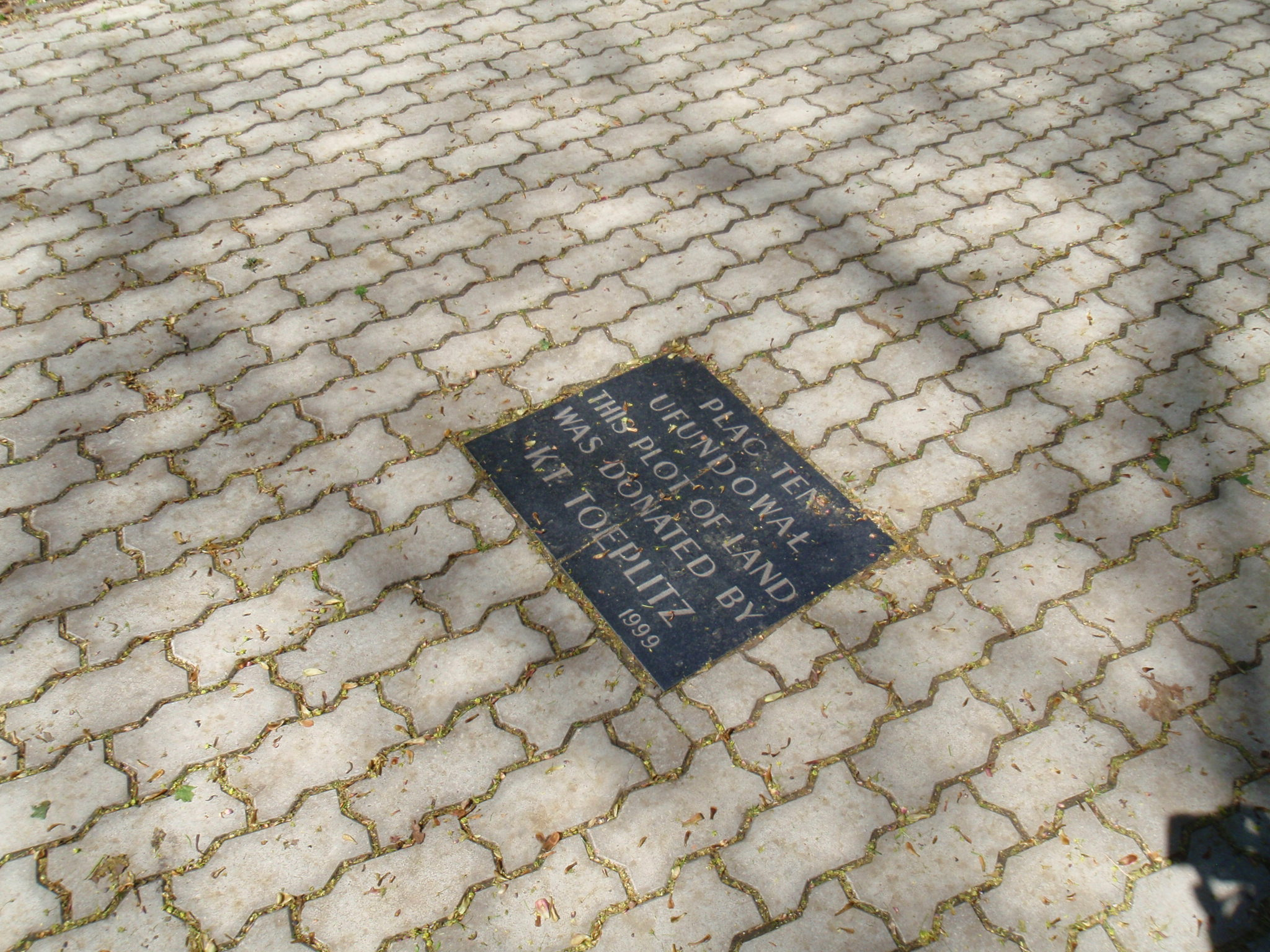
Placa memorială a donării terenului pentru Cimitirul evreiesc din Varșovia

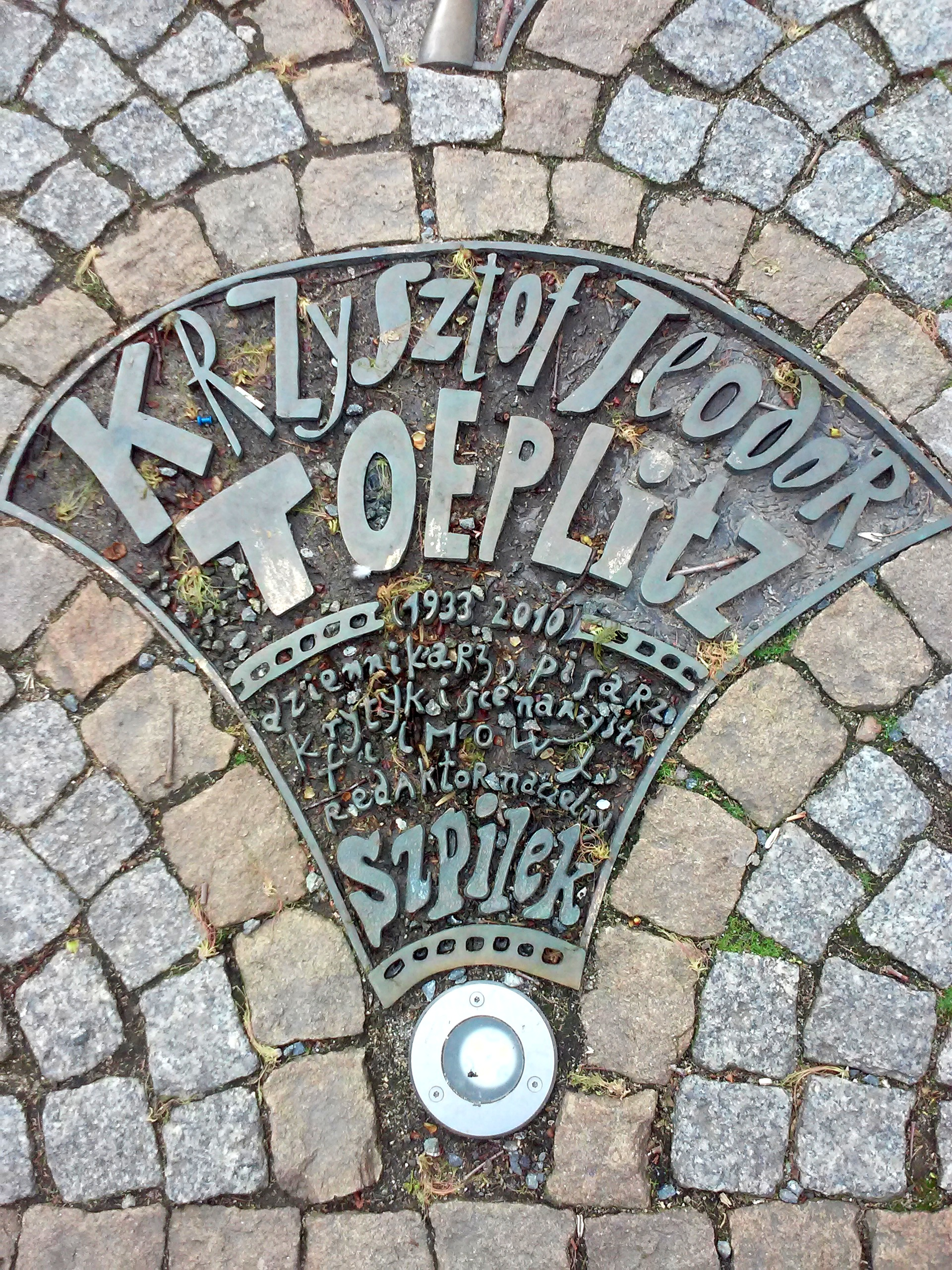
O placă comemorativă pe Aleja Gwiazd Satyrykonu de pe promenada pietonală principală din Legnica (ul. Najświętszej Marii Panny)

Krzysztof Teodor Toeplitz, real Krzysztof Toeplitz, cunoscut și sub pseudonimele KAT, KTT, Krzysztof Deuter etc., (n. 28 ianuarie 1933, Otrębusy⁠(d), Gmina Brwinów⁠(d), Mazovia, Polonia – d. 30 martie 2010, Varșovia, Polonia) a fost un jurnalist, scriitor și activist politic polonez, care s-a remarcat în calitate de cronicar și critic de film, autor de scenarii de film (inclusiv serialul TV Czterdziestolatek) și realizator de spectacole de teatru și emisiuni de televiziune. A fost redactor-șef al săptămânalului Szpilki (1969-1975) și al săptămânalului Wiadomości Kulturalne (1994-1997).

## Biografie

### Educație și cariera profesională
Provenea din familia evreiască polonizată Toeplitz, despre care a scris ulterior o carte. Era strănepotul industriașului Bonawentura Toeplitz (1831-1905), nepotul lui Teodor Toeplitz (1875-1937), activist al Partidului Socialist Polonez, cofondator și președinte al Cooperativei de locuințe din Varșovia, și fiul lui Kazimierz Leon Toeplitz și al soției sale, Eugenia născută Radzio. Unchiul său a fost profesorul Jerzy Toeplitz (1909-1995), fondatorul și rectorul Școlii Naționale de Film din Łódź (1949-1951, 1957-1968).
A absolvit cursurile liceului „Stefan Batory” din Varșovia. În anii 1947–1948 a fost membru al Uniunii Tineretului Luptător (ZWM), apoi în anii 1948–1954 a făcut parte din Uniunea Tineretului Polonez (ZMP). El a debutat în 1947 cu o recenzie de film în revista Młodzi Idą a Organizației de Tineret a Societății Universității Muncitorești (OMTUR) și a colaborat la revistele Walka Młodych (din 1947) și Po Prostu (din 1949). În 1955 a absolvit studii de istoria artei la Universitatea din Varșovia.
Toeplitz a început să lucreze în domeniul cinematografiei în anii 1950, îndeplinind funcția de secretar literar al companiei de producție de film Studio Filmowe „Kadr”, fondate de Jerzy Kawalerowicz, în perioada 1955-1958 și apoi din nou în perioada 1981-1987, precum și al companiei Studio Filmowe Iluzjon în perioada 1979-1980. Primul film bazat pe un scenariu scris de Toeplitz a fost lansat în 1959. Împreună cu regizorul Jerzy Gruza, a creat popularul serial de televiziune Czterdziestolatek (1975-1978), care prezintă viața directorului unei întreprinderi de construcții în vârstă de 40 de ani și al familiei sale din Varșovia în perioada de avânt economic din anii 1970. Toeplitz a scris o continuare în anii 1990 sub titlul Czterdziestolatek 20 lat później (1993-1994).
A făcut parte din comitetul redacțional al mai multor reviste, printre care Świat, Nowa Kultura (1952–1959), Przegląd Kulturalny (1960–1965), Kultura (1965–1969 și 1975–1981) și Polityka (în anii 1980), și a fost redactor-șef al revistei satirice Szpilki (1969–1975), al cotidianului Nowa Europa (1991-1992) și al săptămânalului Wiadomości Kulturalne (mai 1994 - martie 1998). A scris, de asemenea, cronici de film în săptămânalul Przegląd, începând din 1998, comentarii zilnice (cu caracter de rubrică) în ziarul de stânga Trybuna și diferite articole pe teme culturale în ediția poloneză a publicației lunare Le Monde diplomatique. După fondarea sindicatului Solidaritatea în 1980, el s-a manifestat ostil acestei forme de organizare a muncitorilor polonezi și a sprijinit guvernul generalului Jaruzelski în cursul aplicării legii marțiale. La cererea jurnalistului Jerzy Urban, purtător de cuvânt al Consiliului de Miniștri, el nu a fost supus verificării convingerilor politice a jurnaliștilor polonezi după introducerea legii marțiale.
În plus, Toeplitz a predat la Academia Națională de Teatru din Varșovia (1973-1981) și la Școala Națională de Film din Łódź (1983-1990). Preocupările sale științifice au fost cultura populară, cinematografia și mass-media. El a fost, de asemenea, unul dintre puținii teoreticieni polonezi ai benzilor desenate din Republica Populară Polonă, publicând studiul analitic Spaceru Walentyny în anii 1970 și prima carte în limba poloneză despre benzi desenate intitulată Sztuka komiksu în 1985. Alături de Jerzy Szyłak și Wojciech Birek, este considerat unul dintre cei mai importanți cercetători în acest domeniu.
A obținut Premiul „Karol Irzykowski” pentru critică de film (1966), Premiul de stat clasa a III-a „pentru activitatea sa literară în presă, la radio și televiziune” (1967) și Statueta „Steaua de televiziune poloneză”, acordată cu ocazia aniversării a 50 de ani a Televiziunii Poloneze „pentru scenariile serialelor de televiziune și pentru emisiunile cu tematică culturală” (26 octombrie 2002). În 2003 a primit Medalia „Meritul pentru toleranță”. Pe 7 decembrie 2009 Bogdan Zdrojewski, ministrul culturii și patrimoniului național, i-a acordat Medalia de aur „Meritul cultural - Gloria Artis”.
A fost tatăl compozitorului și interpretului Kasper Toeplitz (născut în 1960), a cărui mamă este balerina Krystyna Mazurówna, și al jurnalistei Faustyna Toeplitz-Cieślak (născută în 1964), a cărei mamă este Barbara Modelska.
A locuit în orașul Łomianki din apropierea Varșoviei. A murit pe 30 martie 2010 după o boală lungă și grea. A fost înmormântat pe 9 aprilie 2010 în Cimitirul Militar Powązki din Varșovia (secțiunea B DOD-6-6).

### Activitatea politică și socială
El a participat în 1989 ca reprezentant al guvernului la convorbirile („Masa Rotundă”) referitoare la mass-media purtate cu reprezentanții sindicatului Solidaritatea și ai altor grupuri de opoziție. La alegerile pentru Parlamentul European din 2004 a candidat fără succes pe lista partidului Socjaldemokracja Polska (SdPI) din Voievodatul Mazovia, obținând mai puțin de 8.000 voturi.
El a finanțat pavarea mai multor alei ale cimitirului evreiesc de pe str. Okopowa din Varșovia, unde este înmormântat, printre alții, străbunicul său Bonawentura Toeplitz.

## Cărți (selecție)
- Kino dla wszystkich (1964)
- Sekrety filmu (1967)
- Akyrema (1968)
- Mieszkańcy masowej wyobraźni (1970)
- Przypowiastki dawne i dawniejsze (1979)
- Szkice edynburskie czyli system telewizji, Państwowy Instytut Wydawniczy, Varșovia (1979). ISBN: 83-06-00145-1
- 16 miesięcy: felietony (sierpień 1980 – grudzień 1981) (1983)
- Sztuka komiksu (1985)
- Gorący kartofel. Varșovia. 1986. ISBN 9788303019592.
- Najkrótsze stulecie (2000)
- Rodzina Toeplitzów. Książka mojego ojca. Varșovia: Iskry. 2004. ISBN 83-207-1765-5.
- Dokąd prowadzą nas media. Varșovia: Iskry. 2006. ISBN 83-244-0029-X.
- Tytoniowy szlak, czyli szkic z historii obyczaju, gdy palono tytoń, Wydawnictwo Nowy Świat (2009)

## Scenarii de film și televiziune
- Pan Anatol szuka miliona (1958),
- Dzięcioł (1970),
- Czterdziestolatek (1974–1977),
- Motylem jestem, czyli romans 40-latka (1976),
- Gorączka (1980),
- Miłość ci wszystko wybaczy (1981),
- Czterdziestolatek 20 lat później (1993),
- Studenci trzeciego wieku (nerealizat).[20]

## Notă explicativă
1. ↑  Numele său real este Krzysztof Toeplitz. Cronicarul a adăugat prenumele Teodor la numele său de familie ca un omagiu adus strămoșului său, atunci când a decis să-și schimbe pseudonimul jurnalistic la sfârșitul anilor 1950. Cf. Wojciech Orliński. „Pan poczeka, do tematu wrócimy”. Accesat în 26 martie 2010.